# 利東邨道

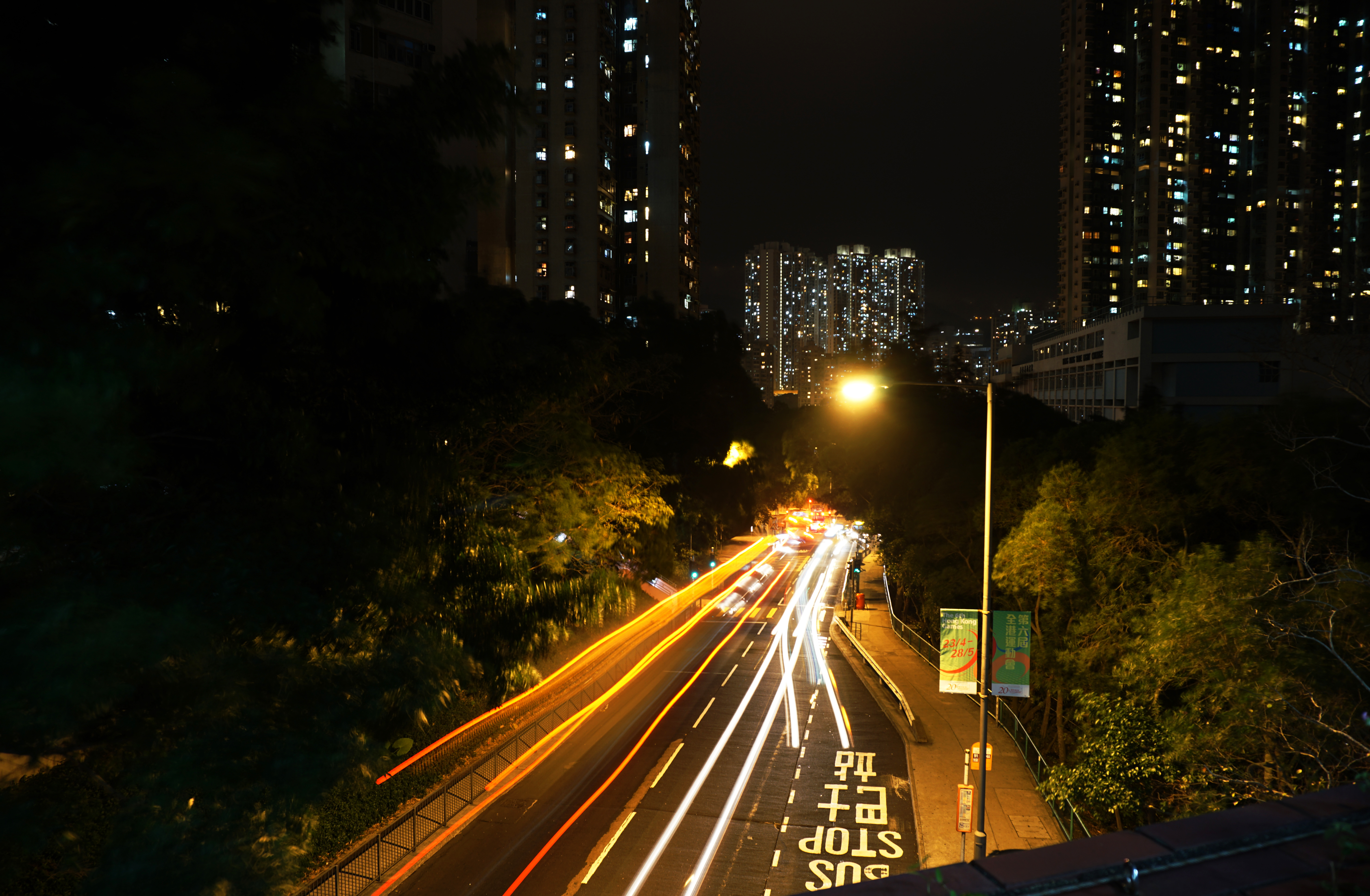
利東邨道近東平樓

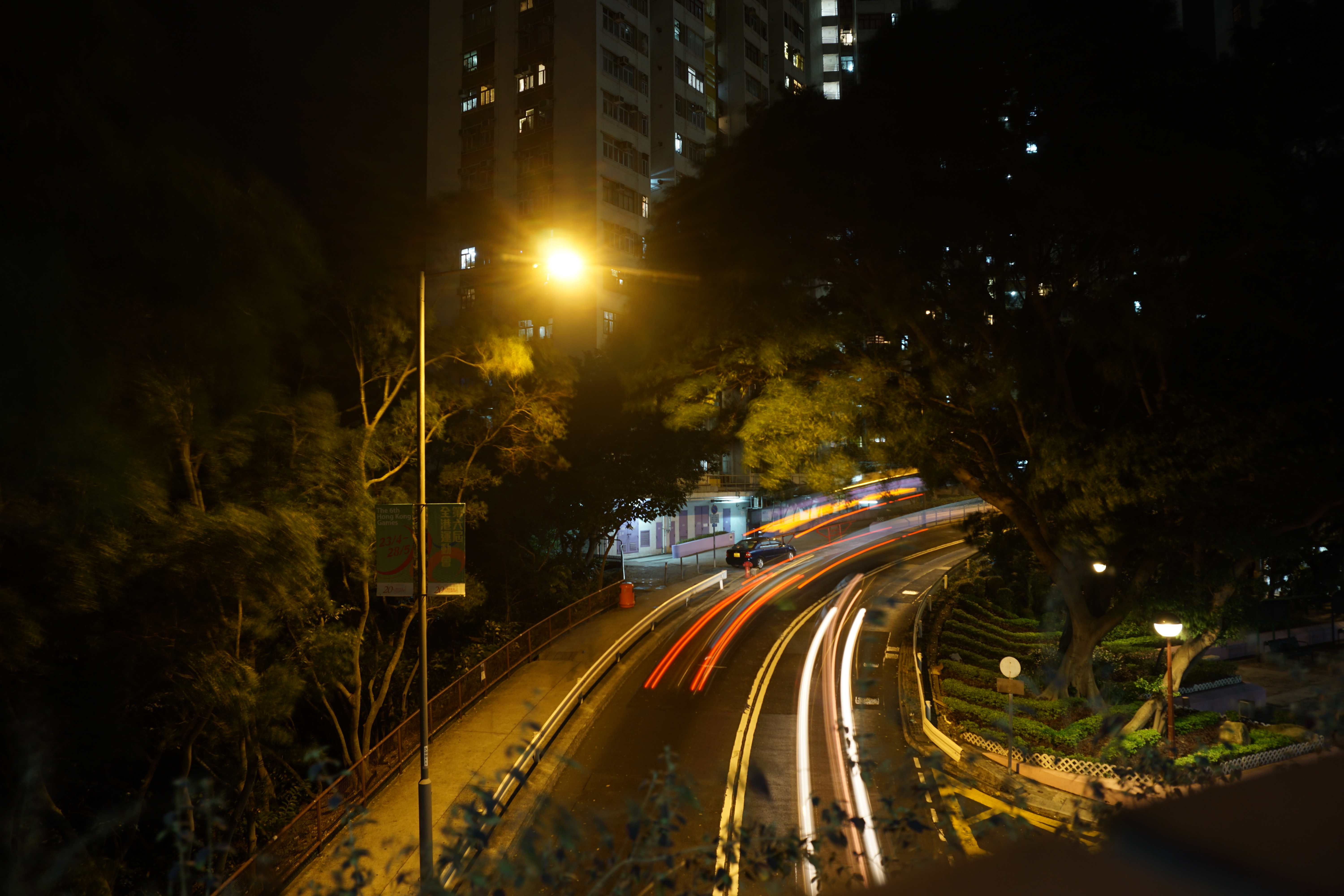
利東邨道近東逸樓

利東邨道（英語：Lei Tung Estate Road），為香港鴨脷洲島上玉桂山出外的必經之路，為利東邨及漁安苑往返邨外的交通命脈。

## 人口
截至2007年6月30日，利東邨道上大約有27,485人居住（利東一、二選區）。

## 歷史
玉桂山為鴨脷洲第二度開發的地區，利東邨入伙開始，此路一直是利東邨唯一出入的行車道路，而對外交通，中華巴士96、97和98也隨即開辦，成為鴨脷洲第二個自成一角的區域。
因小巴37線的收費與城巴98線相若，所以利東邨居民大多會經過利東邨道出香港仔，一度是城巴南區客量最高的路線，許多巴士路線繞經利東邨道，令利東邨道為鴨脷洲最繁忙的行車道路之一。

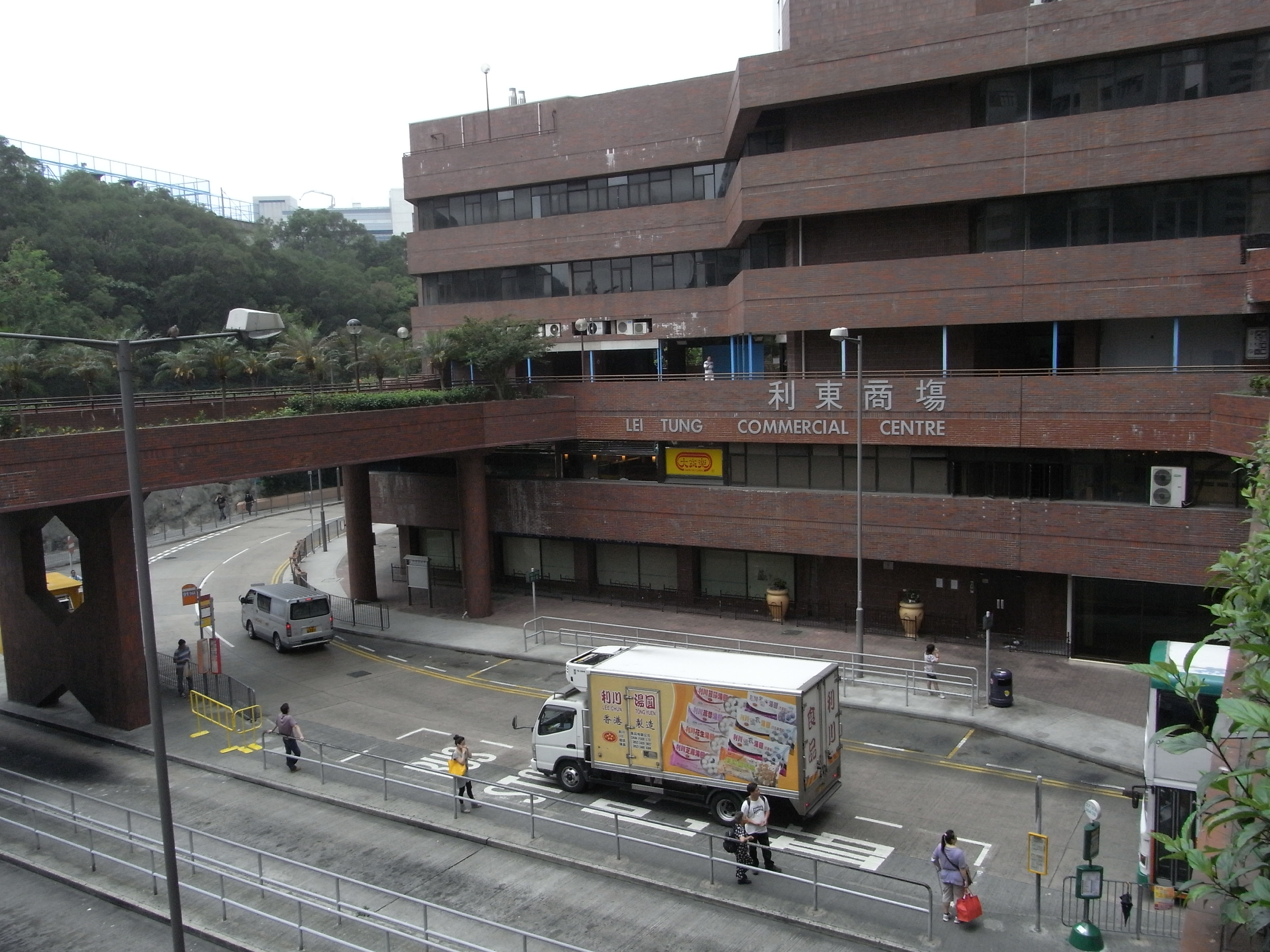
利東商場旁的一段利東邨道（2010年），部份行車線已改作利東站B出入口

## 自給自足的屋邨道路
利東邨道上有很多的設施，利東商場為利東邨道最大型的商場，有郵政局、飲食、地產公司，有兩所中學和小學及一大型巴士總站，讓居民走出市區。

## 途經道路
由山腳到山上：
- 鴨脷洲徑
- 漁安苑道

## 主要建築物
上山
- 香港真光書院
- 利東邨
  - 東茂樓
  - 東逸樓
  - 東安樓
  - 東昇樓

轉左後
- 利東商場
  - 東興樓
  - 東業樓
  - 東昌樓

轉右後下山
- 香港仔浸信會呂明才書院
- 聖伯多祿天主教小學
  - 東平樓
- 鄰舍輔導會利東康寧中心